# Catocala cassinoi
Catocala cassinoi là một loài bướm đêm trong họ Erebidae.